# الاتحاد الإسكتلندي لكرة القدم

شعار الاتحاد حتى 30 نوفمبر 2012

تأسس الاتحاد الإسكتلندي لكرة القدم في عام 1873م، وانضم إلى الاتحاد الدولي لكرة القدم في 1910م، وانضم إلى الاتحاد الأوروبي لكرة القدم في 1954م.